# Zero a Dez
"Zero a Dez" é uma canção gravada pela cantora e compositora brasileira Ivete Sangalo, para o seu quinto álbum ao vivo Acústico em Trancoso (2016). A canção foi escrita por Gigi, Filipe Escandurras, Rodrigo Melim, Diogo Melim e Gabriel Cantini, enquanto sua produção foi feita por Ivete, Paul Ralphes e Radamés Venâncio. A balada folk pop é uma parceria com o cantor brasileiro Luan Santana, sendo a segunda colaboração entre os artistas. "Zero a Dez" foi lançada como segundo single do álbum nas rádios do Brasil no dia 14 de setembro de 2016. O videoclipe da canção foi lançado dois dias depois no canal da cantora no YouTube. Ivete fez diversas performances da canção sozinha em programas de televisão, como Altas Horas, Sabadão com Celso Portiolli, Música Boa Ao Vivo, e com Luan no Prêmio Multishow de Música Brasileira 2016. A canção alcançou a posição de número 50 no Hot 100 da Billboard Brasil.

## Antecedentes e lançamento
"Zero a Dez" é a segunda colaboração entre Ivete Sangalo e Luan Santana; os dois trabalharam juntos primeiramente na canção "Química do Amor" do álbum Luan Santana Ao Vivo no Rio (2011). Logo após, os dois se tornaram amigos, e em 2016, no mesmo ano Ivete chamou Luan para participar da gravação de seu DVD em Trancoso, Porto Seguro, na Bahia, onde Ivete postou em seu Instagram uma imagem com a legenda: "meu bem, meu amor vem cantar mais eu." Segundo Luan, "Na verdade, a gente sempre ensaia esses encontros e sempre rola de combinarmos de cantar alguma coisa juntos. E, às vezes, rola. Aconteceu no DVD dela." Posteriormente, o cantor convidaria Ivete para participar de seu DVD, 1977 trabalhando pela terceira vez na canção "Estaca Zero". Numa entrevista à apresentadora Luciana Gimenez, Ivete teceu elogios ao cantor, dizendo: "Se pudesse, chamaria o Luan para qualquer coisa. [...] Chamaria para ir ao cinema, tomar sorvete, bater um papo. Nós somos muito amigos e tenho uma admiração por ele, não só como pessoa. Eu o conheço há alguns anos e tive a oportunidade de conviver com ele também no trabalho." "Zero a Dez" foi lançada como segundo single do álbum, sendo enviada para as rádios do Brasil no dia 14 de setembro de 2016.

## Composição e letra
"Zero a Dez" foi escrita pelos compositores de longa data da cantora Gigi e Filipe Escandurras, juntamente com Rodrigo Melim, Diogo Melim e Gabriel Cantini. A produção e os arranjos ficaram por conta de Paul Ralphes, Radamés Venâncio e da própria Ivete. Rodrigo e Diogo Melim fazem parte da banda Melim, que ficou conhecida ao participar da terceira temporada do reality musical Superstar, e segundo eles: "A gente sempre compôs muito pra gente. Mas no ano passado [2015], a gente começou a sentar pra fazer música para outras pessoas também, e foi muito legal porque as coisas deram certo muito rápido." "Zero a Dez" é uma balada romântica de folk pop, onde os dois trocam palavras de amor, cantando em seu refrão: "É você, só você que sabe me fazer feliz/Que chega em meu ouvido e diz/Que o meu desejo é desejar você."

## Desempenho comercial
"Zero a Dez" estreou na tabela Hot 100 da Billboard Brasil na posição de número 91. Em sua segunda semana, a canção subiu para a posição de número 82. A canção continuou subindo nas semanas subsequentes, indo para as posições de números 71, 70 e 69, respectivamente. Após cair para a posição de número 70, a canção alcançou a posição de número 66, e na semana seguinte alcançou o pico de número 59.

## Videoclipe e performances ao vivo
O videoclipe extraído do DVD da cantora foi disponibilizado no canal da mesma no YouTube no dia 16 de setembro de 2016. No dia 17 de setembro, Ivete cantou a canção no programa Altas Horas. No dia 1º de outubro, Ivete apresentou a canção, junto com outros sucessos, no programa Sabadão com Celso Portiolli. No dia 18 de outubro, a canção foi incluída no setlist da cantora no programa Música Boa Ao Vivo do Multishow. Ivete e Luan cantaram a canção no Prêmio Multishow de Música Brasileira 2016. Após a performance da canção, os dois ainda cantaram o dueto "Estaca Zero", canção presente no DVD do cantor, 1977 (2016).

## Desempenho nas tabelas musicais

### Posições
| Tabela musical (2016)                                 | Melhor posição |
| ----------------------------------------------------- | -------------- |
| Brasil (Billboard Hot 100)                            | 50             |
| Brasil (Billboard Brasil Regional Salvador Hot Songs) | 1              |

## Histórico de lançamento
| Região | Data                   | Formato | Gravadora       | Ref.  |
| ------ | ---------------------- | ------- | --------------- | ----- |
| Brasil | 14 de setembro de 2016 | Airplay | Universal Music | [ 4 ] |